# Maureen Patricia O'Sullivan
Pour les articles homonymes, voir O'Sullivan.
Maureen Patricia O'Sullivan (1918-1994), dite "Paddy", fut, pendant la Seconde Guerre mondiale, un agent irlandais du Special Operations Executive, section F, qui effectua une mission de six mois en France comme opérateur radio du réseau FIREMAN.

## Biographie
Maureen Patricia O'Sullivan naît le 3 janvier 1918 à Dublin (Irlande). Elle commence ses études au Saint Louis Convent à Dublin. À l’âge de sept ans, elle va vivre chez une tante en Belgique. Elle poursuit ses études en Belgique et en France, grâce à quoi elle parlera couramment français et flamand : Couvent des Sœurs Paulines, Courtrai, Belgique ; Athénée royal, Ostende, Belgique ; Rathmines Commercial College, Dublin, Irlande ; école privée Mesdemoisselles de France, Paris, France ; Couvent des Ursulines, Bruges, Belgique ; École de Puériculture, Bruxelles, Belgique .
Au déclenchement de la Seconde Guerre mondiale, elle travaille comme infirmière au Highgate Hospital, à London. Le 7 juillet 1941 , elle rejoint la WAAF, où elle est employée comme interprète. Elle est rapidement promue au grade de Section Officer.
Comme elle parle bien le français, elle est remarquée par la section F du SOE, qui la recrute en juillet 1943. Après une période d’entraînement, elle est parachutée en France dans la nuit du 22 au 23 mars 1944 . 
Récit de son arrivée. Cette nuit-là, il y avait beaucoup de brouillard, et le pilote suggéra de rentrer en Angleterre. Mais Paddy, très déterminée, insista pour sauter sans attendre et le fit effectivement. Elle se blessa sévèrement à l’atterrissage. Elle racontera plus tard qu'elle avait eu la vie sauve grâce aux deux millions de francs qui étaient attachés dans son dos.
Elle prend un congé d'un mois pour rechercher un parent belge dans la Creuse.
Maureen travaille avec succès dans le réseau FIREMAN de Percy Mayer : durant ses six mois d’activité, jusqu’à la Libération, elle envoie 332 messages radio à Londres. Pour le codage et le décodage des messages, elle est assistée par Mlle Thomas, recrutée sur place. Maureen forme aussi trois opérateurs radio locaux.
Avec la libération de Limoges, elle est décorée par le colonel Rivier, commandant la R5 (17 septembre, place du Champ de foire de Limoges). Sa mission en France étant terminée, Maureen rentre en Angleterre le 5 octobre 1944, où elle est décorée de la MBE. 
Elle est envoyée à Calcutta, où elle est agent de liaison avec les forces françaises.
Après la guerre, elle continue à servir dans la WAAF comme agent de renseignement en Inde et à Ceylan. Elle épouse Walter Eric Alvey, un ancien instructeur du SOE. Ils vivent à Ilkley, West Yorkshire, Angleterre et ont deux enfants, John et Robin.
Elle meurt le 5 mars 1994 à Ilkley. Son corps est incinéré et ses cendres sont remises à la famille.

## Décorations
| MBE civil (Royaume-Uni), gazette le 4 septembre 1945 | MBE civil (Royaume-Uni), gazette le 4 septembre 1945 | 1939-45 Star (Royaume-Uni).        | 1939-45 Star (Royaume-Uni).         |
| France and Germany Star                              | Defence Medal 1939-45 (Royaume-Uni).                 | War Medal 1939-1945 (Royaume-Uni). | Croix de guerre 1939-1945 (France). |

## Identités
- Nom de naissance : Maureen Patricia O’Sullivan
- Nom d’épouse : Mrs. Alvey
- WAAF : 450686 ACW [1]
- RAF Compton Bassett : 8109 (Flight Officer) [1]
- Comme agent du SOE : 
  - Nom de guerre : Josette ,
  - Nom de code opérationnel : STENOGRAPHER (en français : STÉNOGRAPHE)
  - Nom de code du Plan, pour la centrale radio : STOCKING
  - Fausse identité : Micheline Marcelle Simonet, dame de compagnie d’un docteur à Paris (elle l’aide dans ses activités de chirurgien et elle s’occupe des enfants).
  - Autres pseudos : Marie-Claire, Paddy.
  - Grade : Section Officer ; matricule : 9908 [1]

## Archives
- National Archives, Kew, Angleterre. Cote du dossier personnel de Patricia O’Sullivan : HS 9/1427/1.

## Sources
- Lt. Col. E.G. Boxshall, Chronology of SOE operations with the resistance in France during world war II, 1960, document dactylographié (exemplaire en provenance de la bibliothèque de Pearl Witherington-Cornioley, consultable à la bibliothèque de Valençay). Voir sheet 38, FIREMAN CIRCUIT.
- Michael R. D. Foot et Jean-Louis Crémieux-Brilhac (annot.) (trad. de l'anglais par Rachel Bouyssou), Des Anglais dans la Résistance : le service secret britannique d'action (SOE) en France, 1940-1944 [« SOE in France. An account of the Work of the British Special Operations Executive in France, 1940-1944 »], Paris, Tallandier, 2008, 799 p. (ISBN 978-2-84734-329-8). Ce livre présente la version officielle britannique de l’histoire du SOE en France. Une référence essentielle sur le sujet du SOE en France.
- Philip Vickers, La Division Das Reich. De Montauban à la Normandie. SOE - Résistance - Tulle -Oradour, préface de Dominique Lormier, Lucien Souny, 2003-2012.
- « Paddy fait de la Résistance », Les Irlandais dans la Résistance française et la section F du SOE 1940-1945, article dans la Revue historique des armées, 4e trimestre 2008, p. 87-98.
- Site findagrave.com
- Fiche Maureen Patricia O’Sullivan, avec photographies sur le site Special Forces Roll of Honour.
- Site Independent.ie, article The mystery of Ireland’s lethally seductive spy, 21 mars 2002.